# یاسمین طباطبایی
یاسمین طباطبایی (زاده ۱۸ خرداد ۱۳۴۶ در تهران) یک خواننده، ترانه‌سرا و بازیگر ایرانی-آلمانی است.
او تا پیش از انقلاب ایران در سال ۱۳۵۷ در تهران زندگی می‌کرد که در پی انقلاب به همراه مادرش به آلمان مهاجرت کرد.